# Мале (Коми)
 Мале (коми Мальö) — деревня в Усть-Куломском районе Республики Коми в составе сельского поселения Пожег.

## География
Расположен на левом берегу реки Вычегда на расстоянии примерно 46 км по прямой от районного центра села Усть-Кулом на северо-восток.

## История
Известна с 1916 года как деревня Мальская с 10 дворами и 56 жителями, в 1926 16 и 95, в 1970 85 жителей, в 1989 33, в 1995 37.

## Население
Постоянное население составляло 53 человека (коми 96 %) в 2002 году, 46 в 2010.